# 川北村 (広島県)
川北村（かわきたむら）は、広島県深安郡にあった村。現在の福山市の一部にあたる。

## 地理
高屋川下流域の丘陵地に位置していた。
- 山岳：黄葉山[1]

## 歴史
- 1889年（明治22年）4月1日、町村制の施行により、安那郡川北村が単独で村制施行し、川北村が発足[1][2]。
- 1898年（明治31年）10月1日、郡の統合により深安郡に所属[2][1]。
- 1918年（大正7年）第六十六銀行派出所開設[1]。
- 1920年（大正9年）藝備銀行派出所開設[1]。
- 1929年（昭和4年）3月1日、深安郡川南村と合併し、町制施行し神辺町を新設して廃止された[1][2]。

### 地名の由来
高屋川の北側に位置していたことによる。

## 産業
- 農業、畜産、織物業[1]

## 教育
- 1891年（明治24年）川南村の安那第一尋常小学校から神辺尋常小学校が分離開校[1]。
- 1923年（大正12年）深安郡高等実業補習学校が深津村から字小屋に移転[1]。

## 名所・旧跡
- 神辺城跡[1]
- 天別豊姫神社[1]